# 23 Korpus Pancerny (ZSRR)
23 Budapesztański Korpus Pancerny odznaczony Orderem Czerwonego Sztandaru i Suworowa (ros. 23-й танковый Будапештский Краснознамённый, ордена Суворова корпус) – jednostka pancerna Armii Czerwonej z okresu II wojny światowej.
23 Korpus Pancerny (23 KPanc.) sformowany został rozkazem z 17 kwietnia 1942. W czasie dowodzenia przez gen. Abrama Chasina na wyposażeniu miał 128 czołgów i wchodził w skład 28 Armii gen. Kriuczenkina.
Tak wyposażony brał udział w bitwie pod Charkowem. Następnie szlak bojowy 23 KPanc. prowadził przez: Zaporoże, Krzywy Róg i Budapeszt, a zakończył się pod Wiedniem.

## Dowództwo korpusu
Dowódcy: 
- gen. mjr Jefim Puszkin (19.04.1942 - 04.06.1942),
- gen. mjr Abram Chasin (05.06.1942 - 25.08.1942),
- gen. mjr Aleksiej Popow (30.08.1942 - 15.10.1942),
- ppłk Wasilij Koszelew (16.10.1942 - 28.11.1942),
- gen. por. Jefim Puszkin (23.11.1942 - 11.03.1944†),
- gen. mjr Aleksiej Achmanow (12.03.1944 - czerwiec 1945)[1].

Szefowie sztabu:
- płk Wasilij Wołkonskij (17.04.1942 - 00.08.1942),
- płk Siergiej Byzjew (01.09.1942 - 00.10.1942),
- płk Wasilij Koszelew (29.10.1942 - 18.02.1943),
- płk Siergiej Zimin (00.03.1943 - 00.09.1943),
- płk Aleksandr Woronow (00.09.1943 - 00.06.1945)[1].

## Struktura organizacyjna
- 6 Brygada Pancerna,
- 130 Brygada Pancerna,
- 131 Brygada Pancerna,
- 23 Brygada Piechoty Zmotoryzowanej[1].

Skład od końca 1942 do 1945:
- 3 Brygada Pancerna,
- 39 Brygada Pancerna,
- 135 Brygada Pancerna,
- 56 Brygada Piechoty Zmotoryzowanej[1].